# Kuchnia czarownic
Kuchnia czarownic (hiszp. La cocina de las brujas lub Berganza y Cañizares) – obraz hiszpańskiego malarza Francisca Goi znajdujący się w prywatnej kolekcji w Meksyku. Należy do cyklu sześciu obrazów gabinetowych o wymiarach ok. 43 × 30 cm, których tematem są czary. Obrazy nie tworzą razem jednej historii, nie mają też wspólnego znaczenia, dlatego właściwe jest interpretować każdy z osobna. Cała seria była własnością książąt Osuny i zdobiła ich letnią rezydencję Alameda de Osuna. Oprócz Kuchni czarownic do serii należą: Sabat czarownic (lub Wielki kozioł), Lot czarowników, Urok, Lampa diabła oraz Kamienny gość. Cztery obrazy znajdują się w różnych kolekcjach publicznych, jeden w kolekcji prywatnej, a ostatni jest uznawany za zaginiony.

## Okoliczności powstania

### Mecenat książąt Osuny
W początkach swojej kariery w Madrycie Goya pracował głównie dla Królewskiej Manufaktury Tapiserii, jednocześnie poszerzając swoją prywatną klientelę wśród stołecznej arystokracji i burżuazji. Ważnymi mecenasami malarza zostali książęta Osuny: Pedro Téllez-Girón i jego żona María Josefa Pimentel. Należeli do intelektualnych elit i czołowych przedstawicieli hiszpańskiego oświecenia. Wspólnie organizowali wieczory dyskusyjne, na które zapraszano wybitnych ilustrados. Aktywnie wspierali kulturę; zgromadzili pokaźną bibliotekę, a w swojej rezydencji organizowali przedstawienia teatralne. Roztaczali mecenat nad naukowcami i artystami epoki, do których oprócz Goi należał m.in. Leandro Fernández de Moratín. W latach 1785–1817 Goya namalował dla nich około 30 dzieł – portrety patronów i ich dzieci, sceny religijne i obrazy gabinetowe. Nabyli także pierwsze edycje rycin z serii Kaprysy. Po śmierci księcia w 1807 malarz kontynuował pracę dla księżnej, m.in. portretując ich dorosłe córki i synów.

### Alameda de Osuna
W 1783 książę Osuny nabył tereny i budynki w położonej na północny wschód od Madrytu miejscowości La Alameda, gdzie zamożne rodziny spędzały lato, odpoczywając od miejskiego gwaru. Liczne projekty rozwojowe, zlecone i wdrażane przez księcia, przekształciły miejscowość, która wkrótce zmieniła nazwę na La Alameda de Osuna. W 1792 w posiadłości książąt funkcjonował już pałac, a z inicjatywy księżnej powstały także ogrody nazywane El Capricho. Książę Osuny nabył od Goi cykl sześciu obrazów o niewielkich rozmiarach, do dekoracji nowego pałacu. Zachował się przesłany księciu rachunek z dnia 27 czerwca 1798 za „sześć dzieł o tematyce czarownic”, opiewający na sześć tysięcy reali de vellón.
Często przyjmuje się, że obrazy powstały na bezpośrednie zamówienie księżnej, nie ma na to jednak dowodu. Możliwe, że Goya przedstawił mecenasom gotowe dzieła, które odpowiadały ich gustom. Z tego powodu trudno stwierdzić, czy malarz wykonał je z myślą o konkretnym pałacowym pomieszczeniu, czy też ich lokalizacja została ustalona później. Wiadomo, że obrazy wisiały na pierwszym piętrze w przedpokoju prowadzącym do gabinetu księżnej, który nazywano gabinete de países. Historyk sztuki Frank Irving Heckes uważał, że to pomieszczenie mieściło bibliotekę książąt, dlatego Goya intencjonalnie zawarł w kompozycjach motywy literackie. María Isabel Pérez Hernández, która przeanalizowała inwentarz dóbr sporządzony w 1834 po śmierci księżnej, stwierdziła, że obrazy Goi znajdowały się wówczas w przedpokoju gabinetu de países, ale pozostałe meble i przedmioty z tego pomieszczenia nie wskazywały na to, by pełniło ono funkcję biblioteki. Dzieła Goi wraz z rycinami zostały do niej przeniesione dopiero około 1845.

Cykl Czary
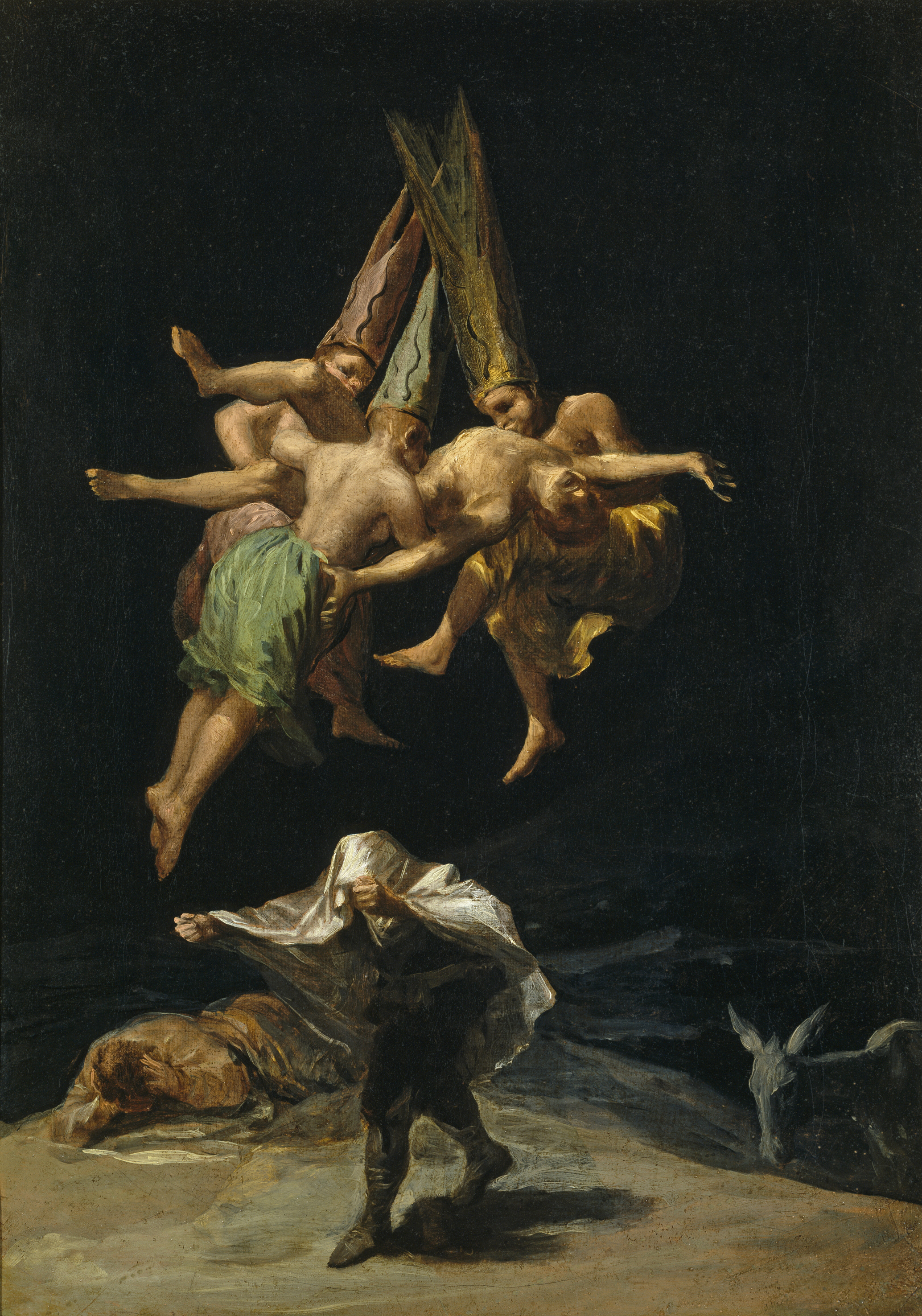
Lot czarowników
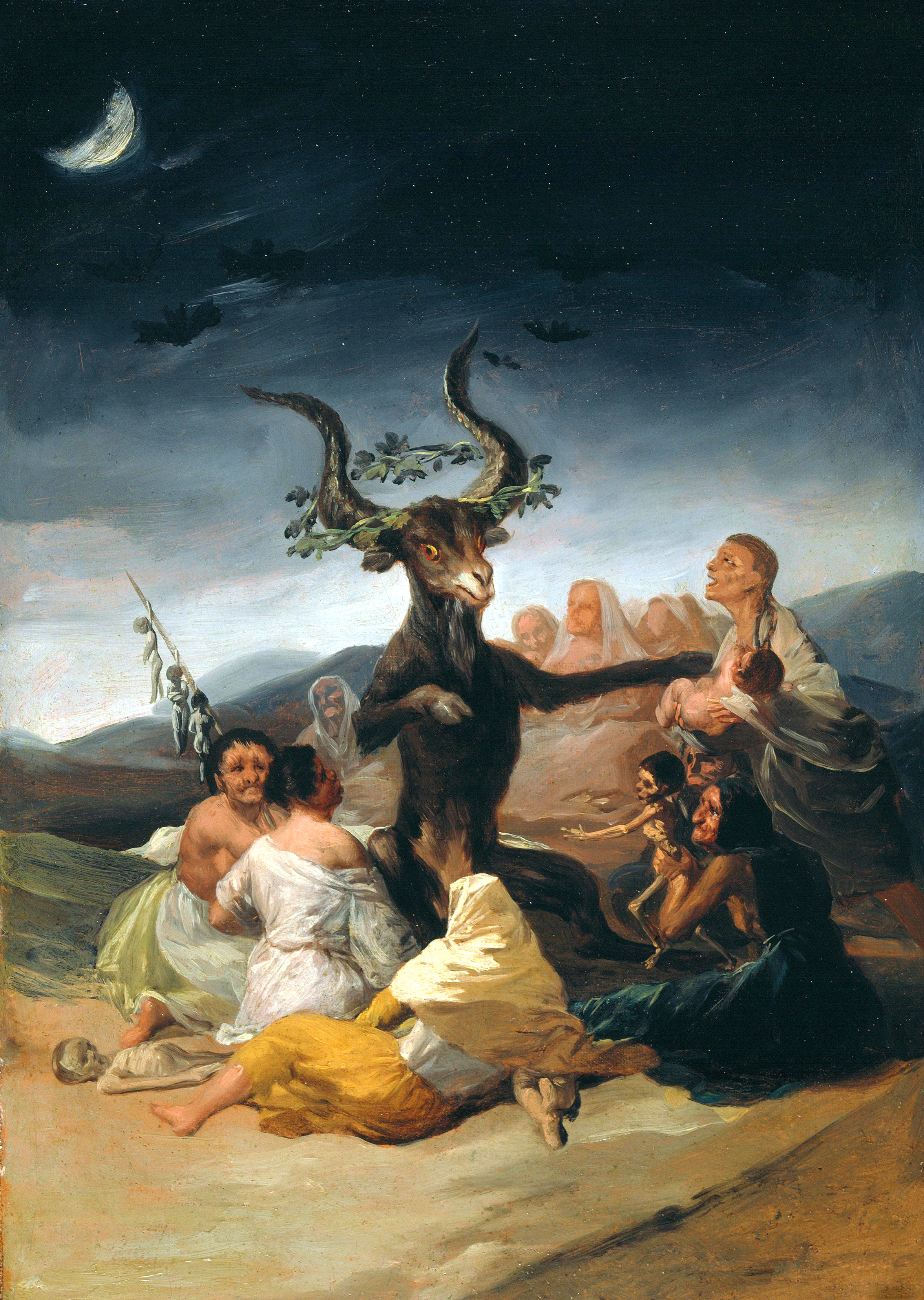
Sabat czarownic lub Wielki kozioł
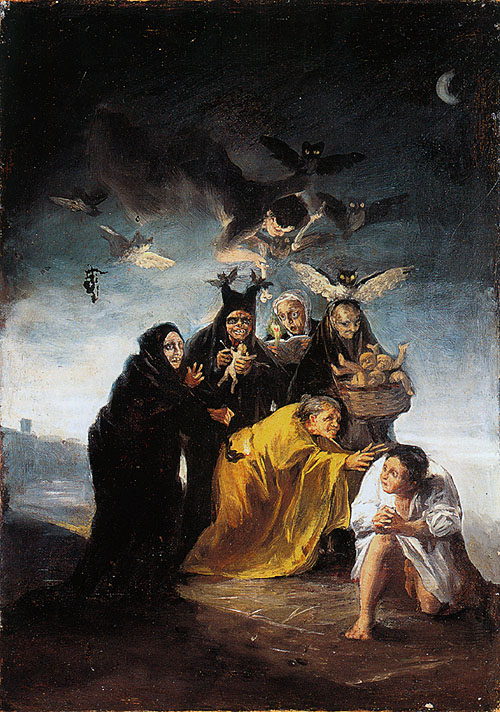
Urok
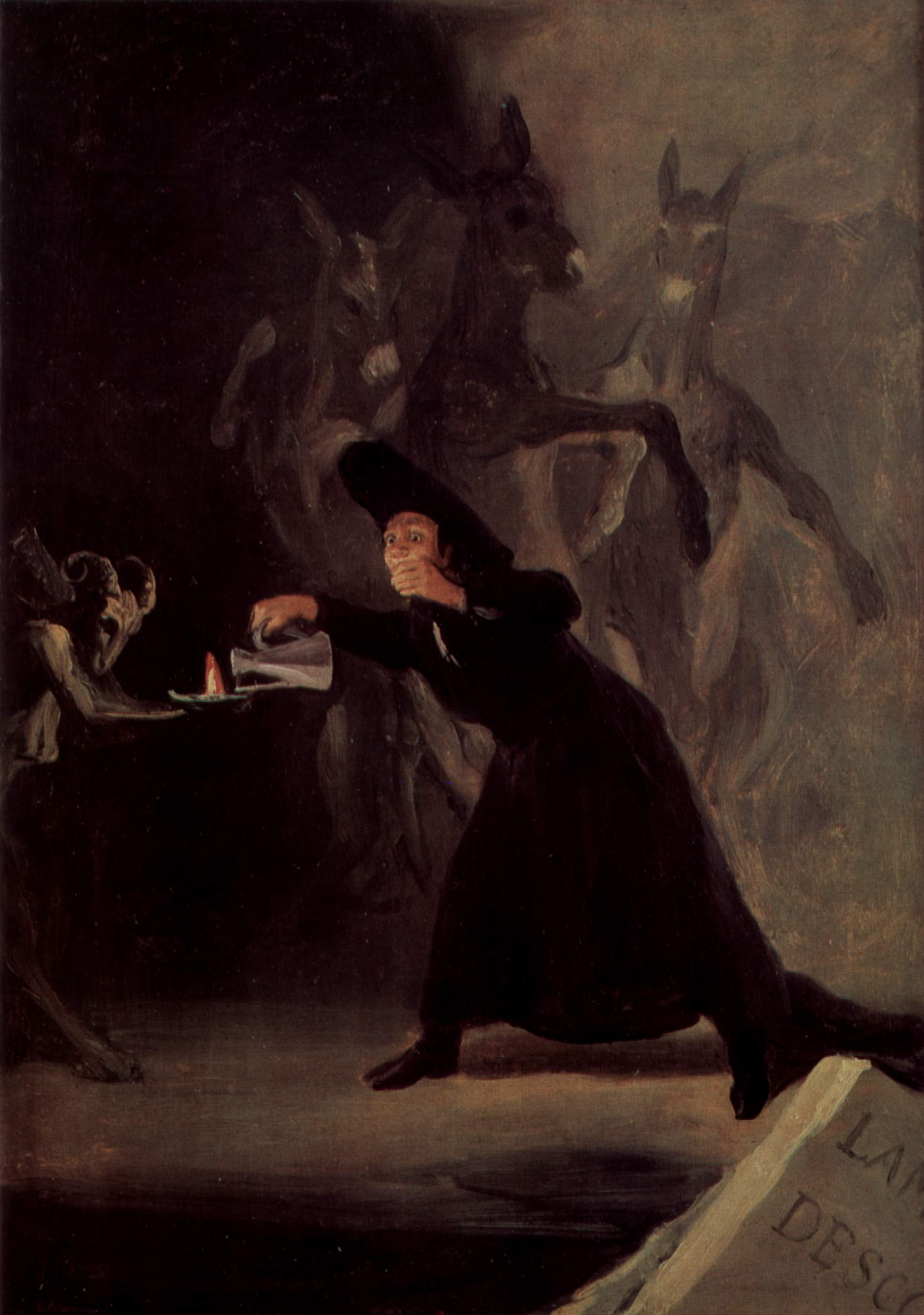
Lampa diabła lub Zauroczony
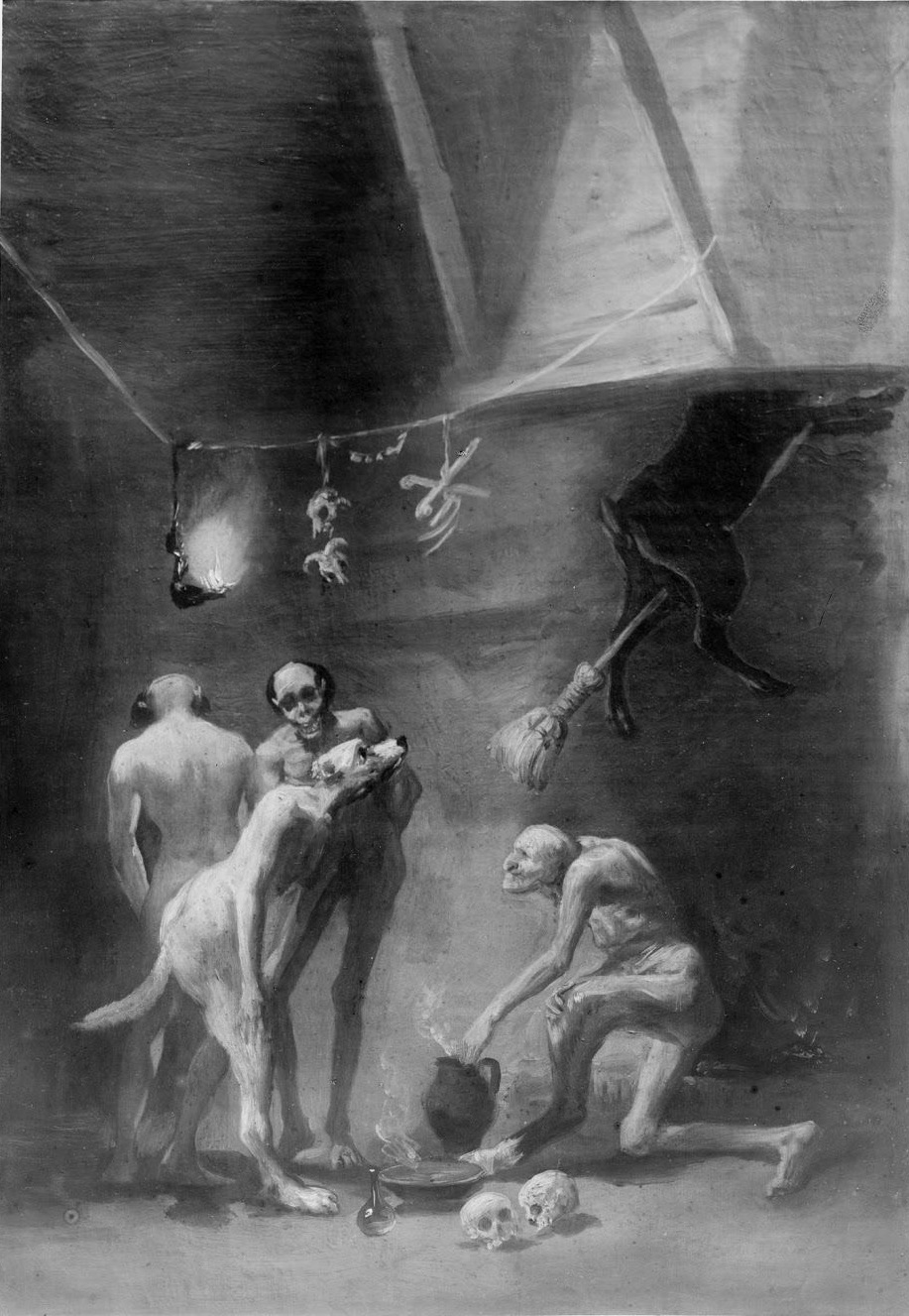
Kuchnia czarownic
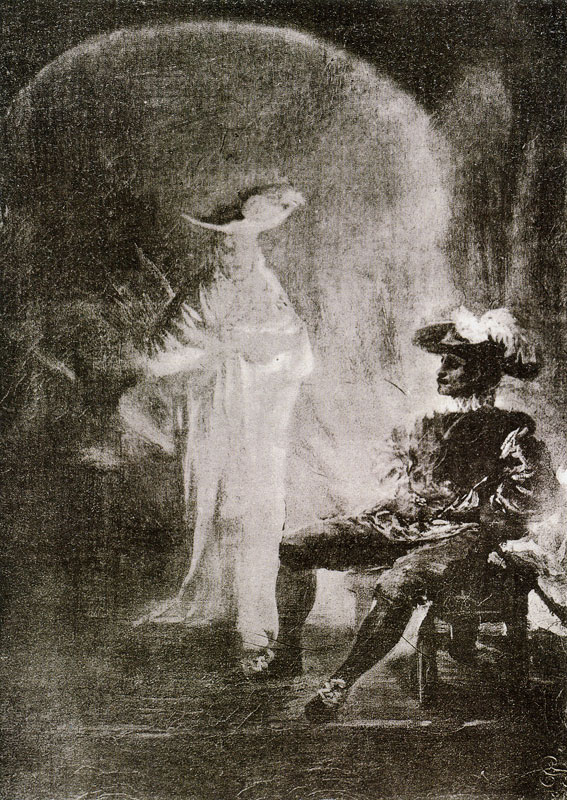
Kamienny gość

### Czary i gusła

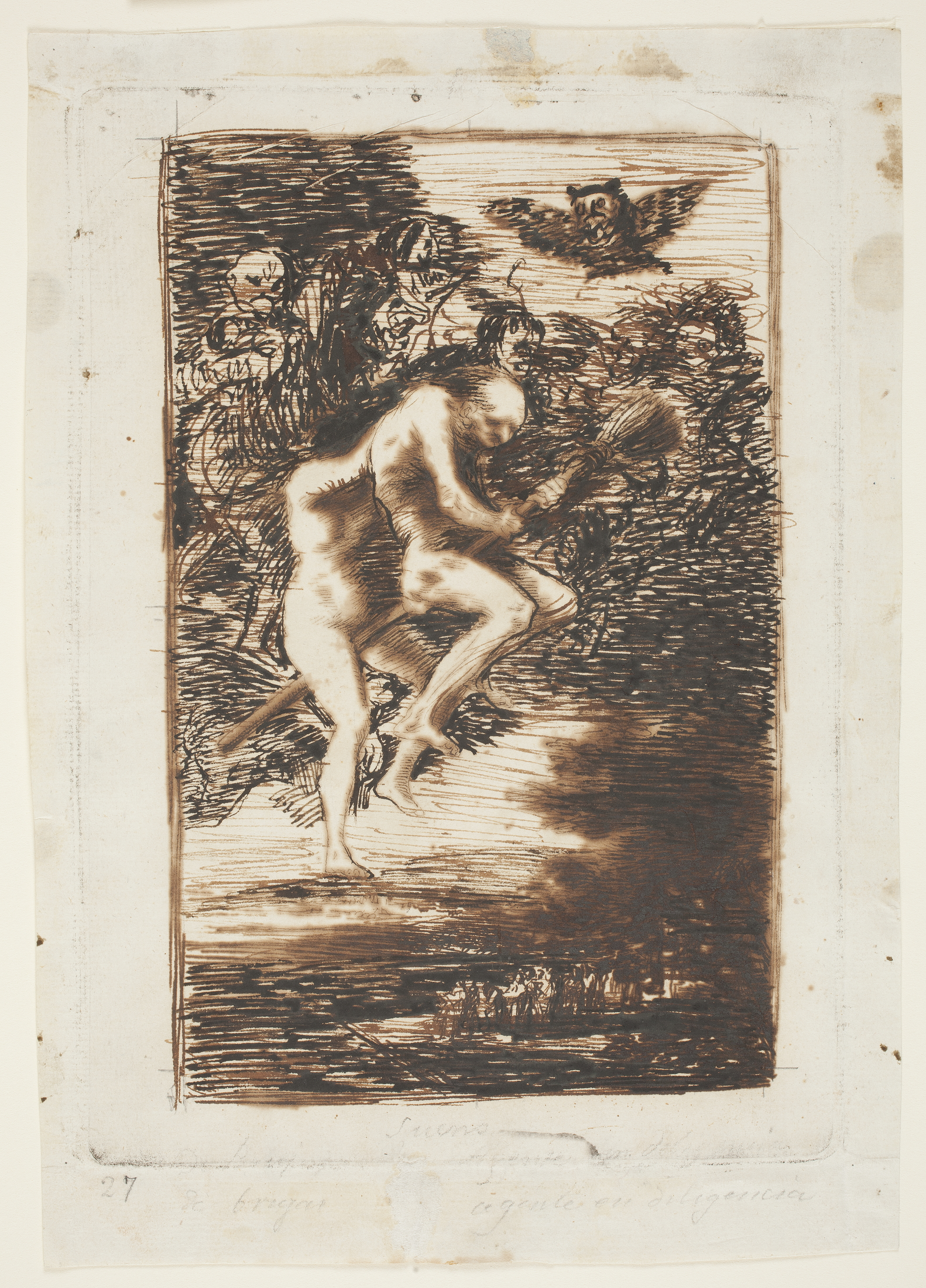
Rysunek ze zbioru „Sny” przedstawiający czarownice, ok. 1797

Tematem dzieł były czarownice i gusła, będące ważnym elementem hiszpańskiego folkloru. Ludowa wiara w czary i demony była powszechna, a dochodzenia i kary inkwizycji dodatkowo ożywiały i legitymizowały przesądy. Ten popularny motyw pojawiał się w sztuce, literaturze i teatrze, często pod postacią satyry. Inspiracją dla Goi były m.in. sztuki teatralne Antonia de Zamory, które mógł oglądać w prywatnym teatrze książąt. Oświecona szlachta (tzw. ilustrados), do której należeli książęta Osuny, nie wierzyła w czary, jednak fascynował ich temat czarnoksięstwa, zjawisk nadprzyrodzonych i związanej z nimi kultury plebejskiej. W bibliotece książąt znajdowały się pozycje dotyczące magii (m.in. Malleus Maleficarum, Diabeł kulawy), na których posiadanie mieli specjalne pozwolenie Świętego Oficjum. Matkę księżnej pasjonowała ezoteryka oraz powieści typu Wathek Williama Beckforda. Wielu oświeconych przyjaciół Goi należało do masonerii. Temat czarów miał podobny wpływ na Goyę, który deklarował niewiarę w czarownice i uważał się za sceptyka, ale bohaterami jego dzieł często były demony i postacie fantastyczne. Nie wiadomo, czy księżna Osuny zasugerowała Goi tematykę obrazów, czy powstały one dzięki jego własnej inwencji. Możliwe, że kiedy Goya pracował nad zleconym przez książęta Portretem generała José de Urrutii, miał okazję pokazać księżnej rysunki ze zbioru zatytułowanego „Sny”, w których podejmował temat czarów, aby ją zainspirować.

### Datowanie
Obrazy zostały namalowane najprawdopodobniej w latach 1797–1798, nie później jednak, niż wskazuje na to data wystawienia rachunku (27 czerwca 1798). Istnieją liczne tematyczne i kompozycyjne podobieństwa do serii rycin Kaprysy, nad którą Goya pracował w tym samym czasie. Kaprysy były satyrą na społeczeństwo hiszpańskie i krytyką fanatyzmu religijnego, inkwizycji i przesądów. José Gudiol datował cykl Czary na lata 1794–1795, przypadające na okres rekonwalescencji malarza po ciężkiej chorobie przebytej na przełomie 1792 i 1793 roku, w wyniku której kompletnie stracił słuch. Powoli wracając do pracy, Goya skupił się na malowaniu obrazów o niewielkich rozmiarach, wymagających mniej fizycznego wysiłku. Częściej malował także kompozycje dyktowane własną wyobraźnią, niepowielające istniejących wzorów i wolne od przyjętych ogólnie kanonów. Według historyka sztuki Moralesa y Marína ta seria została przez Goyę wystawiona w Królewskiej Akademii Sztuk Pięknych św. Ferdynanda w 1799 jako „sześć dziwnych kaprysów”. Książęta prawdopodobnie wypożyczyli Goi obrazy, być może aby wspomóc promocję Kaprysów, które ukazały się w tym samym roku.

## Interpretacja

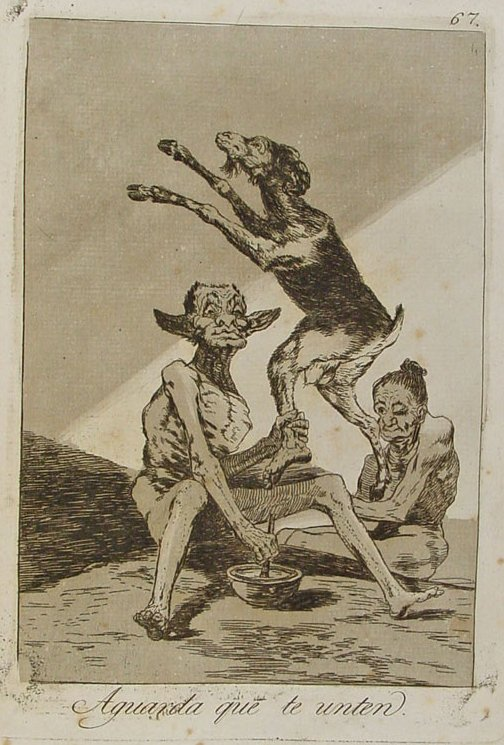
Rycina nr 67 pt. Zaczekaj, otrzymasz namaszczenie z serii Kaprysy

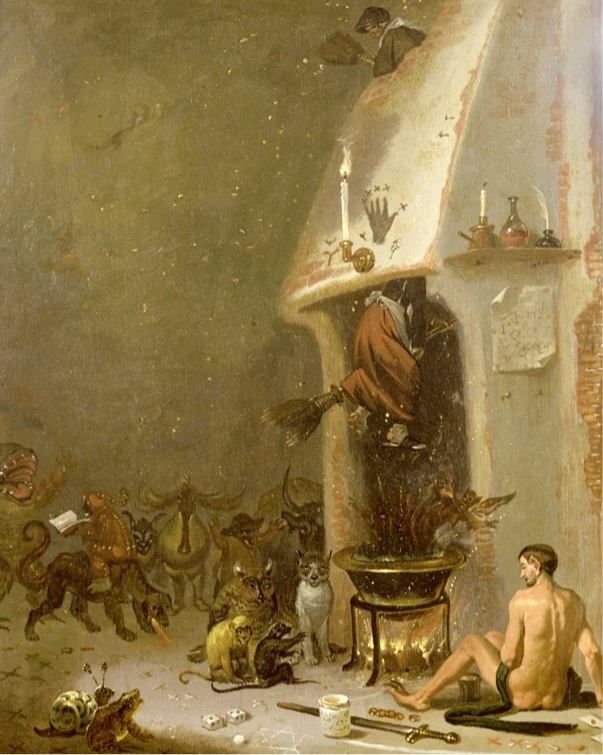
Obraz o podobnej kompozycji z warsztatu Teniersa

To dzieło ma inny charakter niż pozostałe pięć obrazów z serii, brak tu konfliktu pomiędzy ludźmi i światem czarów. W zamian Goya eksponuje świat, który łączy cechy zwierzęce i przypisywane człowiekowi w jednym bycie. W kuchni znajdują się cztery postacie czarownic lub czarowników, których płeć trudno określić. Na ziemi leżą dymiące miska i dzban, butelka i dwie ludzkie czaszki. Nad nimi wiszą kości, czaszki i lampa oliwna, która oświetla scenę. Czarny kozioł dosiadający miotły wylatuje przez otwór kominowy nad paleniskiem. Czarownica, która na niego patrzy, ma głowę, ogon i jedną nogę psa. Ta, która zgarbiona przyklękła na podłodze i wkłada rękę do dzbana, ma twarz starej wiedźmy oraz jedną zwierzęcą nogę. Te czarownice są w trakcie przeobrażania się w zwierzęta dzięki magicznym maściom, którymi się smarują. Trzecia postać ma głowę przypominającą czaszkę z ciemnymi, zapadniętymi oczodołami. Ostatnia, odwrócona od widza, oddaje mocz. Według innej interpretacji te dwie postaci, które widać po lewej stronie kompozycji, zostały wyczarowane przez czarownicę i przekształcone w demony.
Historyk sztuki Frank Irving Heckes uważał, że obraz powinien nosić tytuł Berganza i Cañizares, ponieważ przedstawia postacie z Noweli przykładnych Miguela de Cervantesa pt. Oszukańczy ożenek i Rozmowa psów. Jest to jeden z najpopularniejszych przykładów motywu czarownic w literaturze hiszpańskiej. Obraz Goi ma przedstawiać scenę, w której czarownica Cañizares wyjaśnia psu o imieniu Berganza, jak wywołać demony i sporządzić magiczne maści do latania. Zarówno dzieło Goi, jak i Cervantesa pokazuje, że wyobraźnia może zmienić to, jak postrzegamy rzeczywistość.
Ten obraz jest też najbardziej zbliżony stylem do serii rycin Kaprysy. Goya używa tam motywu przeobrażenia w zwierzęta jako satyry na zachowanie ludzi, np. w rycinie nr 67 Zaczekaj, otrzymasz namaszczenie. Manuela Mena wskazuje także na podobieństwo kompozycji z XVII-wiecznym obrazem o podobnej tematyce z warsztatu Teniersa. Goya prawdopodobnie nie miał okazji zobaczyć tego konkretnego obrazu flamandzkiego malarza, ale możliwe, że widział podobną kompozycję i zainspirował się nią.

## Technika
Według Folke Nordströma artysta nie zastosował typowej kompozycji na bazie trójkątów. Grupa postaci nie jest skupiona wokół jednej postaci czy przedmiotu, ale rozchodzi się na kilka kierunków: jedna postać wylatuje przez otwór kominowy, druga odwraca się plecami od pozostałych. Linie kompozycyjne są przerywane, a układ jest rozsiany, podobnie jak na obrazie Dom wariatów. Sznur rozciąga się po przekątnej, równolegle do miotły lecącej w górę komina. Inne źródło sugeruje, że podobnie jak na obrazie Urok kompozycja ma kształt heksagramu przypominającego pieczęć Salomona, magiczny znak używany w czarach, zarówno po to, by przywołać diabła, jak i rzucać urok na wroga.

## Proweniencja
Majątek książąt Osuny został w dużej części roztrwoniony przez ich spadkobierców, zwłaszcza XII księcia Osuny Mariana Télleza-Giróna. W 1896 w Madrycie odbyła się publiczna licytacja posiadłości i kolekcji dzieł sztuki należących do rodziny. Obrazy z cyklu Czary trafiły wtedy do różnych właścicieli.
W 1933 meksykański polityk i kolekcjoner Alberto J. Pani 1878–1955 w czasie podróży służbowej po Europie nabył w Madrycie Kuchnię czarownic i przedstawiającą czarownice rycinę nr 68 Piękna mistrzyni z serii Kaprysy. Kuchnia czarownic znajdowała się w jego prywatnej kolekcji w Meksyku. W 1993 obraz pojawia się w katalogu wystawy w Muzeum Prado Goya: el capricho y la invención. Niektóre źródła podają, że obecnie lokalizacja obrazu nie jest znana lub znajduje się w nieznanej kolekcji prywatnej.